# Epuyén
Epuyén est une localité rurale argentine située dans le département de Cushamen, dans la province de Chubut.

## Climat
La zone autour d'Epuyén est presque couverte de prairies. Le climat est méditerranéen La température moyenne est de 9 °C. Le mois le plus chaud est février, à 19 °C, et le plus froid est juillet, à 0 °C. La pluviométrie moyenne est de 962 millimètres par an. Le mois le plus humide est juin, avec 144 millimètres de pluie, et le plus sec est novembre, avec 39 millimètres.

## Démographie
La localité compte 1 749 habitants (Indec, 2010), soit une augmentation par rapport au précédent recensement de 2001 qui comptait 1 498 habitants.
Epuyén gère la localité de Lago Epuyén, situé à 6 km à l'est.